# Старополи, Алессандро
Алессандро «Алекс» Старополи (итал. Alessandro «Alex» Staropoli) — итальянский музыкант и композитор. Клавишник и сооснователь пауэр-метал-группы Rhapsody of Fire. Пользуется синтезатором KORG 01/W Pro.
Старополи родился 9 января 1970 года в Триесте, Италия. Учился играть на фортепиано с восьми лет, в пятнадцать также освоил электрогитару и синтезатор. Увлекался техникой управления сознанием, ходил на курсы медитации, где в 1990 познакомился с Лукой Турилли. Вместе с Турилли и ударником Даниэле Карбонера, в 1993 стал основателем группы Thundercross, вскоре переименованной в Rhapsody, а потом и в Rhapsody of Fire. С самого начала стал одним из двух основных композиторов группы, создавая «оркестровые» аранжировки их песен. Старополи единственный музыкант, который участвовал во всех альбомах группы, при этом у него нет сольных проектов.
После раскола группы в 2011 году именно Старополи сохранил права на название Rhapsody of Fire и стал её единоличным лидером. Он автор всех песен на альбомах Dark Wings of Steel, Into the Legend и The Eighth Mountain. Однако он не смог сохранить прежний состав. К концу 2010-х все прежние участники покинули группу, и на поздних альбомах их места заняли новые музыканты, приглашённые Алексом. Старополи стал единственным участником классического состава Rhapsody, не участвовавшим в воссоединении для тура 2017-2018 годов и для записи совместного альбома в 2019 году, а вместо этого сосредоточился на собственной группе.
Брат Алекса, Мануэле Старополи — флейтист, неоднократно участвовавший в альбомах и концертах Rhapsody как сессионный музыкант, а на последних альбомах также как соавтор песен.